# Bazylika Wniebowzięcia Maryi Panny w Brnie
Bazylika Wniebowzięcia Najświętszej Maryi Panny w Brnie – jest to gotycki kościół w Brnie, mieście położonym na Morawach. Świątynię ufundowała podwójna królowa czeska i polska,  księżniczka polska, jedyna córka króla polskiego Przemysła II i Ryksy szwedzkiej, Ryksa Elżbieta.

## Historia
Królowa wdowa Ryksa Elżbieta w 1323 roku rozpoczęła na Starym Brnie budowę kościoła poświęconego Wniebowzięciu Maryi Panny. Jednocześnie obok założyła klasztor cysterek nazywany Aulae Sanctae Mariae albo też Klasztorem Królowej (Klášterem králové/Königinkloster). Po śmierci w 1335 roku została pochowana w bazylice, a miejsce jej pochówku zaznaczono w posadzce świątyni literą E z koroną królewską. W XVIII wieku wnętrze kościoła zostało poddane barokowej przebudowie. W tym okresie zakończono również budowę barokowego opactwa (prałatura). Z rozkazu cesarza Józefa II w 1783 roku (reformy józefińskie) konwencja cysterska została zniesiona, a na Stare Brno sprowadzili się augustianie, do tej pory zajmujący swój pierwotny klasztor św. Tomasza na obecnym placu Moravské náměstí. Z okazji koronacji obrazu Czarnej Madonny w 1736 roku, augustianie zlecili wykonanie sławnego "srebrnego ołtarza" w Augsburgu. W święto Wniebowzięcia corocznie odbywa się w bazylice odpust na ku czci patronki Brna i Perły Moraw, której wizerunek można zobaczyć na ołtarzu głównym.